# Bolsa de Belgrado
La Bolsa de Belgrado en Serbia fue fundada el 21 de noviembre de 1894, luego cerrada en 1953 tras la formación de la República Socialista Federal de Yugoslavia. Retomó sus operaciones en 1989, tras la caída del gobierno socialista.